# Избранный народ
В авраамических религиях данный термин со ссылкой на Бога встречается во фразе «богоизбранный народ».

## Иудаизм
В еврейской Библии (Танахе), называемой христианами Ветхим Заветом, «Свой народ» является точной фразой, используемой в тексте, имея в виду колена Израилевы. Во Второзаконии тетраграмматон провозглашает народ Израиля, известный первоначально как колена Израилевы, «лишь Ему [Богу] принадлежащим из всех людей на земле» (Втор. 7:6). Как упоминалось в Книге Исход, еврейский народ является богоизбранным народом, из которого появится Мессия, или Спаситель мира. Израильтяне также владеют «Словом Божьим» и/или «Законом Божьим» (Торой), данным Богом Моисею. Иудеи и, как следствие, христиане как «Духовный Израиль» считают себя «избранным народом».
В иудаизме насчёт избранности существует убеждение, что между евреями и Богом заключён завет. В современном раввинизме идея не связана с принадлежностью к потомкам Иакова (Израиля), как это было в библейском иудаизме, поскольку не-евреи могут становиться евреями.
Иудейская идея избранности впервые упоминается в Торе (Пятикнижии Моисея) и развивается в более поздних книгах Танаха. Данный статус несёт под собой как ответственность, так и благословение, как описано в библейском завете с Богом. Многое написано на эту тему и в раввинской литературе.
Избранность означает определённый набор обязанностей помимо семи законов Ноя, данных всему человечеству. Каждый потомок Ноя (не-еврея) несёт на себе ответственность жить по семи законам потомков Ноя.

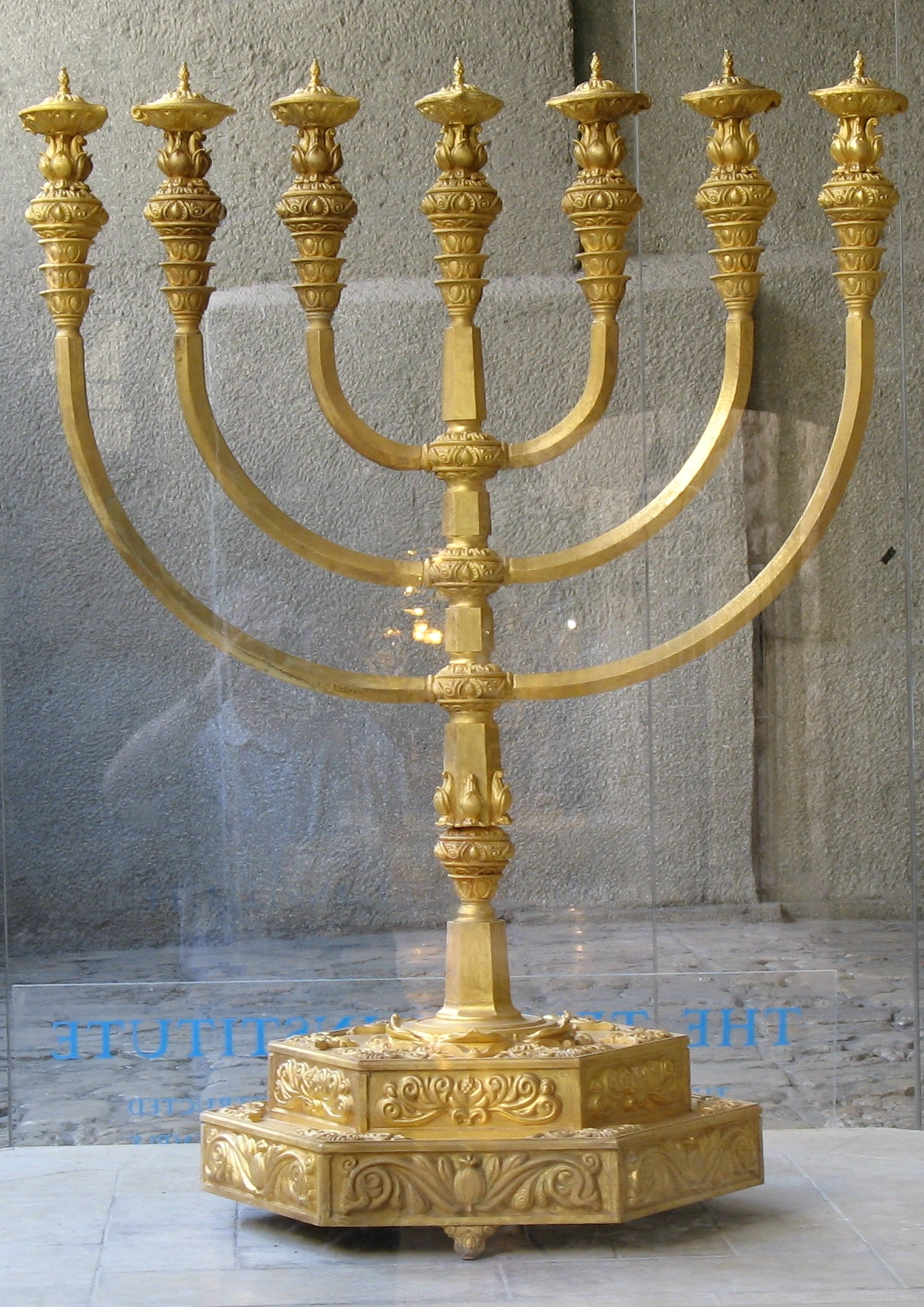
Менора

В религиозных кругах иудаизма появляется суждение, что именно чёткое следование всем законам иудаизма делает евреев избранным народом, хотя обычное ортодоксальное мышление утверждает, что даже полностью светский еврей является частью избранного народа и считается «полноценным» евреем.

## Христианство
Со времени заключения Нового Завета и образования Церкви, избранным народом стали христиане.
 

Новозаветный богоизбранный народ, или «новый Израиль», это народ Церкви, или «род христианский», определяемый духовным, а не кровным родством.
В традиционной теологии адвентистов седьмого дня и трёхангельской вести их церковь считается выжившими людьми последних дней, как это говорится в Откровении 12:17. Согласно этой точке зрения, адвентисты являются «избранными» Богом для того, чтобы провозгласить трёхангельскую весть Откровения 14 перед всем миром.

## Мормоны
В мормонизме все Святые последних дней рассматриваются как заключившие завет с Богом, или богоизбранные; и они приняли имя Иисуса Христа. Данное принятие осуществляется посредством крещения. В отличие от суперсессионизма, Святые последних дней не оспаривают статус «избранности» еврейского народа. В доктрине святых последних дней все живущие люди имеют возможность заключить этот завет в течение тысячелетия. Мормонская эсхатология считает, что евреи, как избранный народ, в конечном счёте примут христианство (см. Иеремия 31:31—34).
Большинство святых последних дней получают патриархальное благословение, которое указывает на их происхождение в Доме Израиля. Это родословие может быть связано кровью или через «усыновление», поэтому, ребенку не обязательно разделять родословие его родителей (и оставаться членом колен Израилевых). Есть широко распространенное мнение, что большинство сподвижников веры выходят из колена Ефремова и колена Манассиина.

## Растафарианство
Растафарианство содержит шесть основных принципов, в том числе совершенную избранность чёрной расы в глазах Джа (Бога Воплощённого), что делает их высшими физически и духовно, чем все остальные люди. Многие растафарианцы считают, что являются физически бессмертными, полагая, что некоторым избранным доведётся жить вечно в их нынешних телах. Эта идея бесконечной (нежели чем вечной) жизни является важным аспектом растафарианства.
Согласно еврейской библейской традиции и эфиопской легенде через Кебра Негаст, как полагают растафарианцы, израильский царь Соломон и эфиопская царица Савская зачали ребенка, который дал начало роду царей Эфиопии, тем самым относя африканские народы к истинным сынам Израилевым, а посему к избранному народу. Укрепление веры в это произошло, когда эфиопские евреи были спасены от голода в Судане и доставлены в Израиль во время операции «Моисей» в 1985 году.

## Движение Объединения
Мун Сон Мён (1920—2012) учил, что Корея является родиной избранного народа, отобранного для осуществления божественной миссии. Корея, как говорит Мун, была «избрана Богом, чтобы быть родиной ключевой личности эпохи», и быть родиной «Небесной традиции», проводящей людей в Царство Божье.

## Древний Китай
Символом богоизбранности в эпоху Чжоу (1046—256 до н. э.), закрепившимся затем в китайской литературе имперского периода, выступил небесный мандат. Однако его предержание относилось не к народу в современном национальном смысле, а к правящей элите, принадлежавшей к преимущественно одному клану.

## В политике
Профессор А. И. Субетто считает, что принцип богоизбранности народа для господства над другими народами и миром, который заложен в идеологии ряда государств, является источником расизма и глобальной патологии, современного мондиализма.